# La Tejera (Vizcaya)
La Tejera es un núcleo de población español del municipio de Valle de Carranza, perteneciente a la provincia de Vizcaya, en la comunidad autónoma del País Vasco.

## Demografía
En 2023, el núcleo de población, encuadrado dentro de la entidad singular de población de Concha, tenía empadronados 57 habitantes.